# 蓄銭叙位令
蓄銭叙位令（ちくせんじょいれい）は、和銅4年（711年）10月に、銭の流通を促進するためと、政府への還流を計って施行された法令。蓄銭叙位法（ちくせんじょいほう）ともいう。
一定量の銭を蓄えた者に位階を与えるよう定められた令で、早くも同年11月には叙位があったが、この叙位が蓄銭叙位令の唯一の例であり、これ以外にどの程度実施されたか明白でない。延暦19年（800年）に廃止された。
全6項から成り、位によって制限がある。また、位階の獲得を目的に他人から銭を借りることを禁じ、貸した者も処罰対象とされている。さらに、私鋳銭を製造しないよう、私鋳銭製造の罪に、大宝律令の「徒三年」より厳しい「斬」（五刑の最高刑）が加えられている。
ちなみに、位階とそれに応じた蓄銭額と叙位は、銭1000文＝1貫と換算して、大初位下までは5貫以上で一位、大初位上は10貫以上で一位、従八位下から従六位までは10貫で一位、20貫で二位。正六位以上は、10貫以上で臨時に勅授を聴くこととされていた。
| 位階                | 蓄銭額と叙位                                    |
| ------------------- | ----------------------------------------------- |
| 正六位以上          | 蓄銭10貫以上、臨時に勅授                        |
| 従六位以下-従八位下 | 蓄銭10貫以上、位1階叙位 蓄銭20貫以上、位2階叙位 |
| 大初位上            | 蓄銭10貫以上、位1階叙位                         |
| 大初位下-少初位下   | 蓄銭5貫、位1階叙位                              |